# Nậm Xe
Nậm Xe là một xã thuộc huyện Phong Thổ, tỉnh Lai Châu, Việt Nam.
Xã Nậm Xe có diện tích 125,98 km², dân số năm 1999 là 4792 người, mật độ dân số đạt 38 người/km².